# Resolució 2200 del Consell de Seguretat de les Nacions Unides
La Resolució 2200 del Consell de Seguretat de les Nacions Unides fou adoptada per unanimitat el 12 de febrer de 2015. El Consell va ampliar el mandat del grup d'experts que supervisava les sancions contra el Darfur durant un any més.
Sudan va ser acusat, entre altres coses, de terroritzar la població del Darfur. Samantha Power, representant dels Estats Units, va citar un informe de Human Rights Watch i va dir que el país havia deixat d'investigar una violació massiva a Tabit. Altres ONGs també van argumentar que s'havia obstaculitzat l'accés a l'ajuda humanitària i que el govern i els grups armats atacaven la població.
Hassan Hamid Hassan, representant del Sudan, va respondre que aquestes acusacions eren infundades i van instar a continuar lluitant contra els grups rebels. La UNAMID havia estat en Tabit i havia elaborat un informe. Les ONG foren acusades de manca de parcialitat i d'haver fabricat l'informe. La violència intercomunitària impactava durament a la població i els esforços de la UNAMID per evitar-la eren benvinguts.

## Contingut
La violència entre el govern i els rebels i els grups de població del Darfur ha augmentat en els últims mesos.
El govern sudanès també continuava violant les sancions armant les seves pròpies tropes i grups armats aliats la Darfur sense l'autorització del Comitè de Sancions. A més obstaculitzava el treball del grup d'experts restringint l'accés a les àrees de conflicte, tot i que la cooperació havia millorat.
El grup d'experts també va fer especial esment a les violacions dels drets humans al camp de refugiats de Khor Abeche, prop de Taweisha, al nord del Darfur. Es va denunciar l'ús dels camps de refugiats amb finalitats militars per grups armats. El mandat del panell es va ampliar fins al 12 de març de 2016.
No tots els països s'han adherit a les sancions imposades. Tots els països havien d'excloure del seu territori les persones enumerades a la llista de la Comissió i congelar els seus recursos financers. La Comissió havia d'abordar immediatament a les parts implicades.